# Richard Luke Concanen
Richard Luke Concanen (Kilbegnet, 27 dicembre 1747 – Napoli, 19 giugno 1810) è stato un religioso e vescovo cattolico irlandese, primo vescovo cattolico della diocesi di New York.

## Biografia

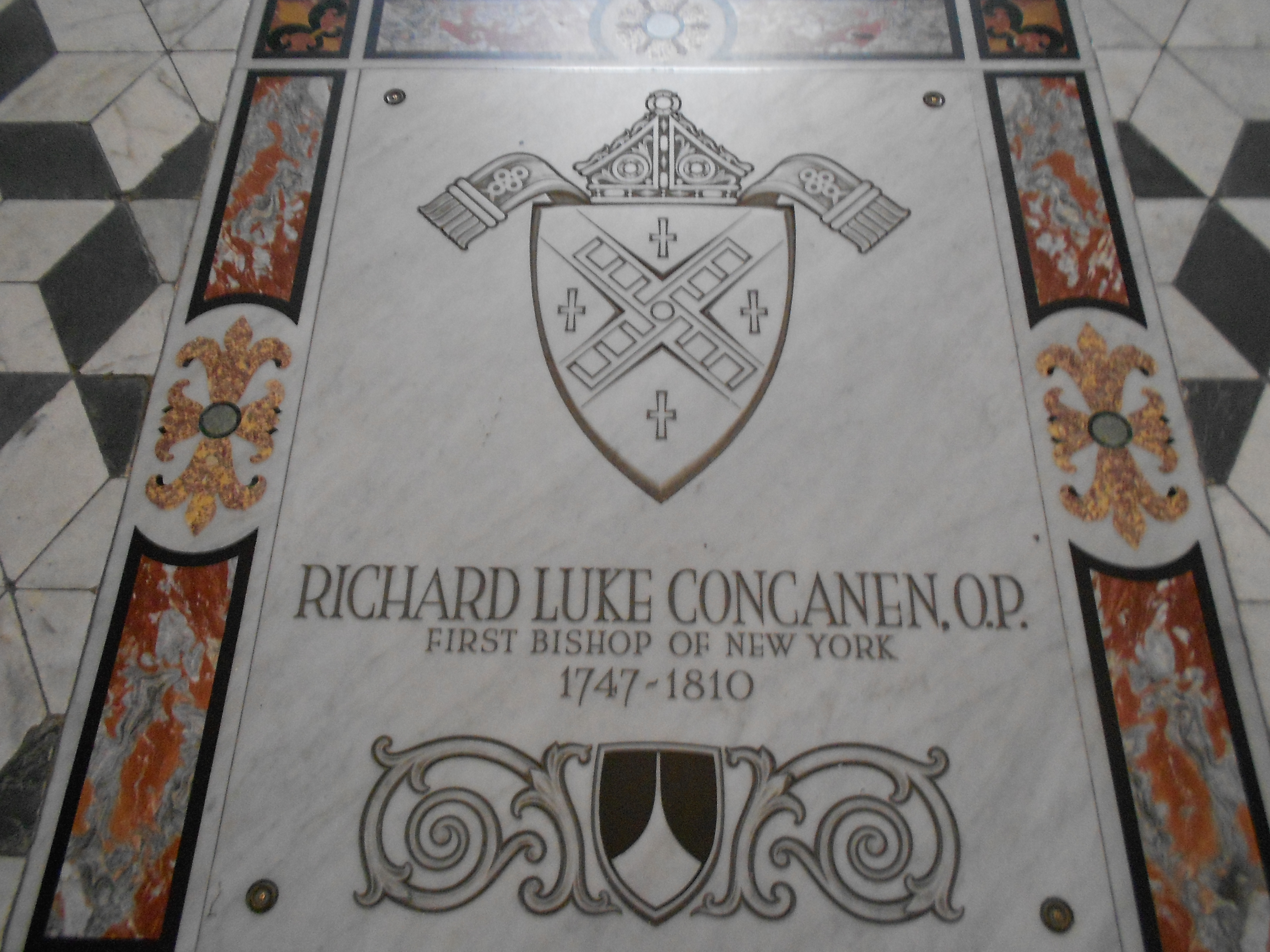
Lapide commemorativa presso la chiesa di San Domenico Maggiore, Napoli.

Nato in Irlanda, fu ordinato sacerdote il 22 dicembre 1770 e ricevette, dal cardinale italiano Michele Di Pietro l'ordinazione episcopale il 24 aprile 1808.
Resse la diocesi di New York sino alla sua morte, avvenuta nel 1810 mentre si trovava a Napoli. Il suo corpo è tumulato nel pavimento della sagrestia della chiesa di San Domenico Maggiore, dove è ricordato da una lapide marmorea.

## Genealogia episcopale
La genealogia episcopale è:
- Cardinale Scipione Rebiba
- Cardinale Giulio Antonio Santori
- Cardinale Girolamo Bernerio, O.P.
- Arcivescovo Galeazzo Sanvitale
- Cardinale Ludovico Ludovisi
- Cardinale Luigi Caetani
- Cardinale Ulderico Carpegna
- Cardinale Paluzzo Paluzzi Altieri degli Albertoni
- Papa Benedetto XIII
- Papa Benedetto XIV
- Papa Clemente XIII
- Cardinale Enrico Benedetto Stuart
- Cardinale Michele Di Pietro
- Vescovo Richard Luke Concanen, O.P.